# Lyman (Washington)
Lyman je město v okrese Skagit v americkém státě Washington, patřící do metropolitní oblasti Mount Vernon-Anacortes. Roku 2010 mělo 438 obyvatel, z nichž 95 % tvořili běloši, 1 % původní obyvatelé a necelé 1 % Asiaté. 3 % obyvatelstva byla hispánského původu. Město je začleněno od roku 1909, své jméno mu dal jeho první poštmistr B. L. Lyman. Rozloha města činí 2 km², 13 % z toho tvoří voda.